# Fabien Vehlmann
Fabien Vehlmann est un scénariste de bande dessinée français né à Mont-de-Marsan le 30 janvier 1972. Son œuvre la plus connue, en collaboration avec Bruno Gazzotti, est la série fantastique jeunesse Seuls.

## Biographie

### Formation et débuts (années 1990)
Né à Mont-de-Marsan, Fabien Vehlmann vit à La Motte-Servolex de 1975 à 1992. Il étudie à l’École supérieure de commerce de Nantes de 1992 à 1995 et effectue un service civil dans une troupe de théâtre de Chambéry.
En 1996, il participe à un concours de scénario dans Spirou magazine, mais est éliminé du tirage car il ne respecte pas le format de rigueur. Malgré tout, il envoie durant toute une année des scénarios au magazine avant d'être finalement accepté.
En 1998, il débute la série Green Manor, composée d'histoires courtes mises en images par Denis Bodart. Entre 2001 et 2005, les éditions Dupuis regroupent ces contes d'humour noir dans trois albums de ses collections pour adultes, aujourd'hui disparues, Humour Libre, puis Expresso.
En 2001, son premier album est le one-shot Des Lendemains sans Nuages, un récit de science-fiction dessiné par Bruno Gazzotti, publié par Le Lombard.

### Succès (années 2000-2020)
Après ces deux essais, il passe chez Dargaud, où il conçoit, dans la collection Poisson Pilote, les trois tomes de Samedi & Dimanche (2001-2005), un conte philosophique dessiné par Gwen. Il crée aussi, pour Frantz Duchazeau, les deux tomes de La Nuit de l'Inca (2003-2004). Chez le même éditeur, il lance, avec Matthieu Bonhomme, la série historique Le Marquis d'Anaon (2002-2008). Puis pour Ralph Meyer, il revient à la SF avec les quatre tomes de Ian (2003-2007).
Mais c'est chez Dupuis qu'il connait son plus gros succès commercial en créant en 2005 la série fantastique jeunesse Seuls, pour laquelle il retrouve le dessinateur Bruno Gazzotti. En effet, dans Le Parisien en 2018, la critique Sandrine Bajos indique : « Seuls s’est au fil des ans imposée comme un des plus grands succès de la BD jeunesse avec déjà plus de 2 millions d’exemplaires vendus ». La série remporte notamment le Prix Jeunesse du festival d'Angoulême 2007. Il se concentre alors sur cette série, abandonnant la série Wondertown, dessinée par Benoît Feroumont et qui ne connait que deux tomes publiés en 2005 et 2006.
L'éditeur lui confie la conception du premier tome de la nouvelle série Une aventure de Spirou et Fantasio par…, avec Yoann au graphisme. Ensemble, ils publient en 2006 Les Géants pétrifiés, une version hewlettienne de Spirou. Puis en 2009, Vehlmann et Yoann sont finalement choisis comme l'équipe officielle de la série officielle Spirou et Fantasio en remplacement du duo Morvan/Munuera, débarqués au bout de quatre albums. Le tome 51, Alerte aux Zorkons sort en septembre 2010.

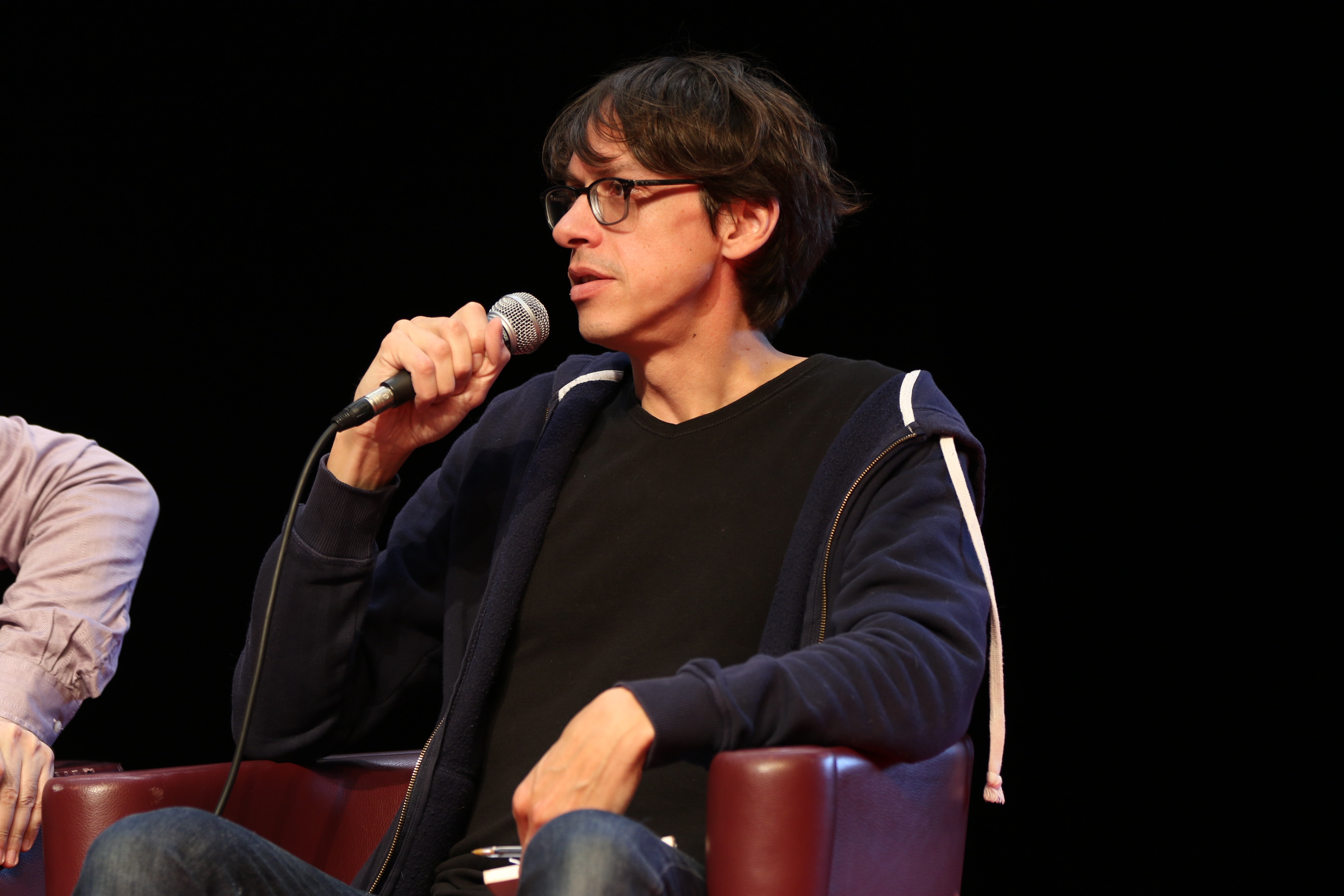
Le scénariste aux Utopiales 2015, à Nantes.

Parallèlement à Seuls et Spirou et Fantasio, Vehlmann continue à écrire des one-shots et à participer à différents projets pour plusieurs éditeurs. En 2013 et 2018, il signe les deux parties du diptyque Paco les Mains Rouges , sur un dessin d'Éric Sagot.
Par ailleurs, il est, avec Gwen de Bonneval, Brüno, Cyril Pedrosa et Hervé Tanquerelle, un des fondateurs de la revue de bande dessinée numérique Professeur Cyclope puis en 2018 parait l'album Polaris ou la nuit de Circé (Delcourt) toujours avec Gwen de Bonneval au dessin.

Il est distingué en décembre 2019 du Prix René-Goscinny 2020 du meilleur scénario avec Gwen de Bonneval, pour le 1er tome du Dernier Atlas, une « uchronie au suspense intenable » selon Le Monde et il est également lauréat, avec les autres auteurs, du meilleur album Prix ActuSF de l'uchronie 2019 pour ce premier tome qui ouvre une série prévue sur 3 volumes. En 2020 paraît le volume 2 du Dernier Atlas et l'album figure dans la sélection pour le Festival d'Angoulême 2021.

### Vie privée
En 2016, avec sa femme Géraldine Gourbe, il accueille sous son toit un jeune Guinéen. Le couple médiatise cette histoire en janvier 2018 lorsque l'administration française refuse sa demande de titre de séjour.

## Publications

### One-shots
- Des lendemains sans nuage[13], Le Lombard, Dargaud, 2001
Scénario : Fabien Vehlmann - Dessin : Ralph Meyer & Bruno Gazzotti
- Les Cinq Conteurs de Bagdad, Dargaud coll. Long Courrier, 2006
Scénario : Fabien Vehlmann - Dessin : Frantz Duchazeau
- Dieu qui pue, Dieu qui pète, Milan BD, 2006
Scénario : Fabien Vehlmann - Dessin : Frantz Duchazeau
- Sept Psychopathes, Delcourt (ISBN 2756002933), 2007
Scénario : Fabien Vehlmann - Dessin : Sean Phillips
- Jolies Ténèbres, Dupuis, 2009
Scénario : Fabien Vehlmann - Dessin : Kerascoët - Couleurs : Kerascoët
- Les Derniers jours d'un immortel, Futuropolis, Paris, 2010
Scénario : Fabien Vehlmann - Dessin : Gwen de Bonneval - Sélection officielle du festival international de la bande dessinée d'Angoulême 2011.

Prix du meilleur album de bande dessinée de science-fiction au festival Utopiales 2010.
Prix Shériff d'or 2010 décerné par la librairie Esprit BD.
- Le dieu-fauve, Dargaud, 2024
Scénario : Fabien Vehlmann - Dessin : Roger
- Le Diable amoureux et autres films jamais tournés par Méliès, Dargaud coll. Long Courrier, 2010
Scénario : Fabien Vehlmann - Dessin : Frantz Duchazeau
- L'Île aux cent mille morts[14], Glénat, coll. 1000 Feuilles, 2011
Scénario : Fabien Vehlmann - Dessin : Jason -  (ISBN 9782723476799)
- Satanie, Soleil, 2016
Scénario : Fabien Vehlmann - Dessin : Kerascoët - Couleurs : Kerascoët
- L'Herbier Sauvage , Soleil, coll. Noctambule, 2016
Scénario : Fabien Vehlmann - Dessin : Chloé Cruchaudet -  (ISBN 2302051947)
- Polaris ou la Nuit de Circé , Delcourt (ISBN 2756074101), 2018
Scénario : Fabien Vehlmann - Dessin : Gwen de Bonneval
- L'Herbier Sauvage (opus 2) , Soleil, coll. Noctambule, 2019
Scénario : Fabien Vehlmann - Dessin : David Prudhomme -  (ISBN 2302063988)

### Jeunesse
- Collection C’est pas grammatique !, Illustrations de Charles Dutertre, Six Citrons Acides[15]

1. Le Vélo à ma sœur, 2021
2. Mes quatre z'amis, 2022
3. Je vais au Coiffeur, 2023

## Prix
- 2001 :  Prix du meilleur espoir - Éléphant d'or 2001 du festival de ChambéryBD[16] pour Green manor tome 1 (avec Denis Bodard) - Dupuis
- 2002 : 
  - Prix du meilleur scénario - Éléphant d'or du festival de ChambéryBD pour Des lendemains sans nuage avec Meyer Ralph et Bruno Gazzotti - Le Lombard[réf. nécessaire]
  - Prix Évasion décerné par les jeunes détenus de la maison d’arrêt de Chambéry pour Green Manor tome 2 (avec Denis Bodard) - Dupuis[réf. nécessaire]
  -  Prix Saint-Michel de l'avenir (prix Iris) pour L'Île de Brac (Le Marquis d'Anaon, tome 1), avec Matthieu Bonhomme
- 2004 : prix Jacques-Lob
- 2006 : prix du Conseil général pour Seuls avec Bruno Gazzotti[17]
- 2007 : 
  - Prix jeunesse 9-12 ans du festival d'Angoulême pour Seuls, t. 1, avec Bruno Gazzotti)[3]
  - Prix des libraires de bande dessinée pour Les Cinq Conteurs de Bagdad (avec Frantz Duchazeau)
  -  Prix Saint-Michel de la Meilleure bd d'auteur francophone pour Les Cinq Conteurs de Bagdad[18]
- 2009 : prix Diagonale du meilleur album, avec Kerascoët, pour Jolies Ténèbres[19] ;
- 2013 :  Prix Diagonale-Le Soir, avec Bruno Gazzotti, de la meilleure série pour Seuls[20].
- 2017 : Prix Coup de cœur du festival Quai des Bulles de Saint-Malo pour Paco les mains rouges (avec Éric Sagot)[21].
- 2019 : Grand Prix de l'affiche au 39è festival du Quai des Bulles[22].
- 2020 : Prix René-Goscinny, avec Gwen de Bonneval, pour Le Dernier Atlas[7],[23].